# Vuelo 812 de Pan Am
El vuelo 812 de Pan Am (PA812), operado por un Boeing 707-321B de Pan American World Airways (Pan Am) registrado N446PA y llamado Clipper Climax, era un vuelo internacional programado de Hong Kong (entonces colonia británica, hoy China) a Los Ángeles, California (Estados Unidos) con escalas intermedias en Denpasar, Sídney, Nadi, y Honolulu. El 22 de abril de 1974, se estrelló en un terreno montañoso accidentado mientras se preparaba para un acercamiento a la pista 09 a Denpasar después de un vuelo de 4 horas y 20 minutos desde Hong Kong. Las 107 personas a bordo murieron. El lugar del accidente fue a unas 42,5 millas náuticas (48,9 millas; 78,7 km) al noroeste del aeropuerto Internacional Ngurah Rai.

## Accidente
El vuelo 812, un vuelo regular desde Hong Kong a Los Ángeles vía Bali, Sídney, Nadi y Honolulu, partió de Hong Kong el 22 de abril de 1974 a las 11:08 UTC (7:08 p. m. hora de Hong Kong). El tiempo estimado de vuelo a Bali fue de 4 horas y 23 minutos. A las 15:23 UTC (12:23 a. m. hora de Bali en 1974), el vuelo 812 estaba en la aproximación final a Bali. La aeronave informó haber alcanzado los 2.500 pies. La Torre Bali dio instrucciones para continuar la aproximación e informar cuando la pista estuviera a la vista. El vuelo 812 confirmó el mensaje diciendo «Verificar la entrada». A las 15:26, el piloto al mando solicitó la visibilidad llamando: «Oye, Tower, ¿cuál es tu visibilidad ahora?».
Sin embargo, según la transcripción de la grabadora de voz de control de tráfico aéreo, este mensaje nunca fue recibido por la Torre de Bali. Al parecer, este fue el último mensaje transmitido por la aeronave. La Torre de Bali siguió tratando de contactar con la aeronave llamando, «Clipper ocho uno dos, torre Bali» y «Clipper ocho uno dos, torre Bali, ¿cómo se lee?», varias veces. Sin embargo, no se recibió respuesta de la aeronave. Posteriormente se descubrió que el avión había chocado contra una montaña aproximadamente a 37 millas al noroeste del aeropuerto de Bali.

## Búsqueda y rescate
La torre de control de Bali perdió inmediatamente todo contacto con el avión y declaró que el avión no estaba. Los paracaidistas y las autoridades indonesias se desplegaron inmediatamente en el área donde el vuelo 812 había establecido el último contacto. El último contacto fue establecido por el vuelo 812 en la montaña Mesehe, un volcán inactivo ubicado cerca del aeropuerto.
Los restos fueron encontrados un día después por 2 aldeanos locales. Informaron que no hubo supervivientes.
La evacuación de los cuerpos se vio obstaculizada debido al terreno del lugar del accidente, que estaba ubicado en una zona montañosa. Debido a la ubicación, los rescatistas tuvieron que cancelar el proceso de evacuación por vía aérea. Oficiales del ejército indonesio declararon que la operación de rescate tomaría cuatro o cinco días. El 25 de abril, se desplegaron alrededor de 300 rescatistas en el lugar del accidente. El Ejército de Indonesia indicó que el proceso de evacuación comenzaría el 26 de abril. Posteriormente agregaron que habían recuperado alrededor de 43 cuerpos.

## Pasajeros y tripulaciones
Había 96 pasajeros de 9 países a bordo. 70 pasajeros se dirigían a Bali. 24 se dirigían a Sídney. 2 se dirigían a Nadi. Pan Am informó que unos setenta pasajeros eran turistas con destino a unas vacaciones en Bali.
Se encuentran varias placas conmemorativas de este accidente en Jl. Padang Galak, junto al templo de la playa, Kesiman, Denpasar East, Indonesia.
El piloto al mando era el capitán Donald Zinke, de 52 años. Había volado un total de 18.247 horas, incluidas 7.192 horas en aviones Boeing 707/720. Tenía una calificación de avión DC-4 y una calificación de avión Boeing 707. El copiloto fue el primer oficial John Schroeder. Tenía una calificación válida de Boeing 707 y tenía un total de horas de vuelo de 6.312 horas, incluidas 4.776 horas en aviones Boeing 707/720. El otro piloto era el tercer oficial Melvin Pratt, tenía una licencia de piloto comercial válida y una habilitación de instrumentos vigente. En el momento del accidente había volado un total de 4.255 horas, incluidas 3.964 horas en aviones Boeing 707/720. Los otros miembros de la tripulación de cabina eran el ingeniero de vuelo Timothy Crowley y el ingeniero de vuelo Edward Keating.

## Investigación
Varios testigos presenciales afirmaron que el avión estaba en llamas antes de chocar contra la montaña Mesehe. Otros afirmaron que el Capitán Zinke estaba tratando de aterrizar desde el noroeste, donde estaban ubicadas las montañas, en lugar de la ruta habitual (desde el este). El lado este no tenía ningún terreno empinado. También afirmaron que el avión explotó poco después de chocar contra la montaña. También hubo informes de que el avión estaba dando vueltas durante el accidente. Pan American Airways luego declaró que se negaron a comentar sobre la causa del accidente. Manifestaron que esperarían el resultado de la investigación
Como la aeronave estaba registrada en EE. UU., se solicitó a la NTSB que investigara el accidente. El Gobierno de Indonesia también llamó a representantes de las víctimas de sus países de origen. El FBI también fue llamado para la identificación de las víctimas.
El FBI instaló un campamento de crisis en un hangar en Denpasar. En ese momento, solo se tomaron las huellas digitales al 10 por ciento de los estadounidenses. Posteriormente, la identificación se vio obstaculizada por la decisión del gobierno de Indonesia de detener la identificación de las víctimas y la investigación del accidente
La grabadora de datos de vuelo se recuperó el 16 de julio y la grabadora de voz de la cabina de pilotaje se encontró el 18 de julio de 1974. El CVR se recuperó en buenas condiciones, mientras que el FDR tenía algunos daños en su carcasa exterior debido al accidente.
El examen de los restos del vuelo 812 concluyó que el avión no se rompió en vuelo, ya que los escombros del avión se concentraron en un área específica, en lugar de dispersarse. La NTSB no encontró fallas en el motor y agregó que no encontraron evidencia que pudiera indicar que el avión no estaba en condiciones de volar.
Secuencia de eventos basada en el informe final 
La siguiente secuencia de eventos se basó en el informe final: La tripulación estaba tratando de ponerse en contacto con el Control de tráfico aéreo de Bali, sin embargo, encontraron varias dificultades para establecer contacto con el Control de tráfico aéreo de Bali. El primer contacto entre la aeronave y Bali Tower se estableció a las 15:06 UTC, después de lo cual Bali Tower instruyó al Vuelo 812 que se pusiera en contacto con Bali Control en la frecuencia de 128,3 MHz, porque la aeronave aún se encontraba dentro del área de jurisdicción de Bali Control. Esto fue reconocido por el vuelo 812 en consecuencia. Posteriormente, la comunicación entre la aeronave y tierra fue normal.
El capitán Zinke no encontró ninguna dificultad en el procedimiento de aproximación al aeropuerto Ngurah Rai de Denpasar. El procedimiento establecía que antes de que pudieran aterrizar en el aeropuerto, el vuelo debería mantener 12.000 pies y luego deberían ejecutar el procedimiento completo de bajada del ADF. Los pilotos sabían que había un terreno montañoso en el norte del aeropuerto y que el nivel de vuelo 120 los despejaría de las montañas. Luego, la tripulación informó a los controladores de la ETA del vuelo 812, y declaró su intención de girar a la derecha dentro de las 25 millas de la baliza para una pista en 261 grados, descendiendo a 1,500 pies seguido de un procedimiento para volcar el agua por aproximación final en la pista 09.
Un buscador de dirección automático (ADF). El puntero ADF apunta a la dirección de un NDB (baliza no direccional). A las 15:18 UTC, la tripulación notó que el ADF número uno estaba «balanceándose» mientras que el ADF número dos permanecía estable. Pocos segundos más tarde, la tripulación del vuelo 812 informó a control de Bali que estaba sobre la estación girando hacia el exterior descendiendo al nivel de vuelo 120. Esto fue reconocido por control de Bali y el vuelo 812 recibió instrucciones de cambiar a Bali Tower. Después de establecer contacto con Bali Tower, el vuelo 812 informó que estaban realizando un procedimiento de salida en el nivel de vuelo 110 y solicitaron una altitud más baja. Más tarde fueron autorizados para una altitud más baja.
La tripulación del vuelo 812 decidió entonces realizar un viraje temprano a la derecha en 263 grados. La ejecución temprana del giro a la derecha fue causada por el mal funcionamiento del ADF número uno, que giró. La entrada se realizó ya que la tripulación supuso que se estaban acercando al NDB (baliza no direccional). Los investigadores afirmaron que el giro a la derecha se realizó en una posición aproximadamente 30 NM al norte de la baliza.
Se hicieron varios intentos para recuperar la indicación adecuada en los ADF después del giro, sin embargo, esto no pudo suceder ya que el avión estaba «protegido» por la montaña. Luego, la tripulación continuó su aproximación y el avión posteriormente impactó el terreno.

## Conclusiones
Se determinó que la ejecución prematura de un viraje a la derecha para incorporarse a la vía de salida de 263 grados, que se basó en la indicación dada por solo uno de los radiogoniómetros mientras el otro todavía estaba en condición estable, es lo más causa probable del accidente.

## Consecuencias
El accidente del vuelo 812 fue una llamada de atención para Pan Am. El vuelo 812 fue el tercer 707 que la aerolínea perdió en el Pacífico en menos de un año después del vuelo 806 de Pan Am en Pago Pago el 30 de enero de 1974 y el vuelo 816 de Pan Am en Papeete el 22 de julio de 1973. Después del accidente, Pan Am se dirigió al emitir y alentó una forma temprana de gestión de recursos de la tripulación. El vuelo 812 fue el último 707 perdido después de las mejoras de seguridad.
Debido al accidente del vuelo 812, la Administración Federal de Aviación ordenó una inspección en profundidad de las operaciones de vuelo de la aerolínea en todo el mundo, incluida la capacitación de pilotos, calificación de área, procedimientos operativos, supervisión y programación de pilotos, procedimientos de verificación de línea y otros asuntos relacionados con la seguridad. La FAA no criticó a Pan American Airways ni insinuó operaciones inseguras. Estimaron alrededor de 3 meses de tiempo de investigación.
El 8 de mayo de 1974, Pan American Airways ordenó la instalación de un nuevo dispositivo de alerta en la cabina diseñado para prevenir choques como este incidente del 22 de abril. Toda la flota de 140 aviones de Pan Am recibió el dispositivo. El aparato fue diseñado y fabricado por Sundstrand Data Control, Inc. El sistema de advertencia de proximidad al suelo proporcionó indicaciones adicionales, por ejemplo, si un avión se dirigía hacia una ladera de una montaña o si estaba demasiado bajo para aterrizar. Este fue un complemento automático a los sistemas de advertencia de altitud más convencionales, ya instalados en la mayoría de los aviones Pan Am.
A raíz del accidente, Pan Am detuvo sus vuelos de Hong Kong a Sídney a través de Bali. El regente de Badung Regency Wayan Dana y el gobernador de Bali Soekarmen erigieron un monumento, con los nombres de 107 víctimas inscritos en el monumento